# 로즈마리 킬러
《로즈마리 킬러》(영어: The Prowler)는 미국에서 제작된 조지프 지토 감독의 1981년 슬래셔 영화이다. 비키 도슨 등이 출연하였고, 데이비드 스트라이트 등이 제작에 참여하였다.

## 줄거리
제2차 세계 대전 시기의 캘리포니아주 애벌론. 로즈메리라는 여성이 참전 중인 남자친구에게 결별 편지를 보낸다. 1945년 6월 28일 졸업 무도회가 있던 밤에 로즈메리와 새 남자친구 로이가 으슥한 길에서 데이트를 하던 중 육군 전투복을 입은 밤손님(prowler)이 두 사람을 쇠스랑으로 찔러 죽인다. 범인은 붉은 장미를 한 송이 놓고 사라진다.
35년 뒤인 1980년 6월 28일 뉴저지주 마을. 대학 졸업반 팸 맥도널드는 졸업 무도회를 준비 중이다. 남자친구인 마을 보안관보 마크 런던은 동네에 범행 대상을 물색하고 돌아다니는 밤손님이 나타나 이를 잡아야만 하는 상황에서 보안관 조지 프레이저 없이 혼자서도 충분히 본인 몫을 해낸다는 걸 증명하고 싶어한다.
범인은 팸의 친구 셰리에겐 쇠스랑을, 셰리의 애정 상대 칼에겐 총검을 찔러넣어 죽이고 셰리가 있던 샤워실에 장미 한 송이를 두고 간다. 도망쳐 나온 팸이 휠체어를 사용하는 채텀 소령과 마주친 뒤 마크는 기숙사에서 휠체어 자국을 발견하고 팸과 함께 채텀의 집을 찾는다. 팸은 말린 장미 한 송이와 장미를 든 로즈메리 사진을 통해 채텀이 로즈메리의 아버지라는 사실을 깨닫는다.
팸의 친구 리사는 남자친구 폴이 주정을 부려 마크에게 체포된 사이 홀로 수영장에 갔다가 범인에게 총검으로 목이 찢겨 사망한다. 리사를 찾으러 온 학생 보호자 앨리슨 역시 살해된다. 신고를 받고 묘지로 향한 팸과 마크는 파헤쳐진 무덤의 관을 열고 그 안에 리사의 시체가 들어있는 것을 확인한다. 마크는 프레이저와 연락이 닿지 않자 도움을 요청하기 위해 주립 경찰에 전화했다가 문제의 밤손님이 이미 세 시간 전에 체포돼 리사를 죽인 범인일 수가 없다는 사실을 알게 된다.
팸은 1945년에 로즈메리와 새 남자친구를 죽였던 자가 현재 범행을 벌이고 있다고 추정한다. 마크와 팸은 다시 채텀의 집을 찾고, 숨어있던 범인이 마크를 쓰러뜨린다. 팸이 실랑이 끝에 가면을 벗기자 범인은 프레이저로 드러난다. 팸은 프레이저가 다른 주민을 죽이는 데 쓴 단총신 산탄총을 뺏어 프레이저의 머리를 날린다.

## 출연진
- 비키 도슨 - 팸 맥도널드 역
- 크리스토퍼 가우트먼 - 마크 런던 보안관보 역
- 로런스 티어니 - 채텀 소령 역
- 팔리 그레인저 - 조지 프레이저 보안관 역
- 신디 와인트라우브 - 리사 역
- 데이비드 세더홈 - 칼 역
- 톰 브레이 - 벤 역
- 칼턴 카펜터 - 1945년 사회자 역

## 기타 제작진
- 배역: 빌 윌리엄스
- 미술: 로렌조 맨스